# Kolonia Mechnica
Kolonia Mechnica – przysiółek wsi Mechnica w Polsce, położony w województwie opolskim, w powiecie kędzierzyńsko-kozielskim, w gminie Reńska Wieś.
W latach 1975–1998 przysiółek administracyjnie należał do ówczesnego województwa opolskiego.